# Rompetrol Petrochemicals
Rompetrol Petrochemicals este divizia de petrochimie a grupului Rompetrol.
A devenit, la sfârșitul anului 2002, o entitate distinctă a grupului Rompetrol, odată cu separarea producției de polimeri de activitatea de rafinare din complexul Petromidia.
Compania este unicul producător de polipropilenă din România.
Propilena este produsă din reziduurile rămase în urma procesului de distilare a țițeiului.
Rompetrol Petrochemicals are trei activități de bază:
- Producție de sorturi de polipropilenă pentru injecție și suflare, filme, monofilamente, fibre și benzi, propan și abur;
- Comercializare de produse petrochimice achiziționate de la producători terți și vândute sub marca Rompetrol Petrochemicals (sorturi speciale de PP, HDPE, LDPE, PET, PVC);
- Activități auxiliare (producere abur și sola, depozitare produse chimice, analize de laborator, etc.) pentru nevoile proprii și cele ale Rompetrol Rafinare.

Deține și o instalație de polietilenă de înaltă densitate (HDPE).
Oprită în 1996 din cauza lipsei de materie primă, instalația a fost modernizată și repornită în 2007, în urma unei investiții totale de peste 14,5 milioane dolari.
În anul 2009, Rompetrol Petrochemicals a înregistrat o cifră de afaceri de peste 240 milioane dolari și un volum total al vânzărilor de polimeri de 240.000 tone.
Cifra de afaceri:
- 2010: 265,7 milioane dolari[5]
- 2004: 102 milioane dolari[2]
- 2002: 30 milioane dolari[2]

Număr de angajați în 2010: 531